# Brian Elliott
Brian Elliott (* 9. dubna 1985, Newmarket, Ontario, Kanada) je bývalý kanadský hokejový brankář.

## Kariéra
Elliott vyrostl v kanadském Newmarketu, kde začínal hrát lední hokej za Newmarket Redmen v lize Ontario Minor Hockey Association. Mezi lety 2001 a 2003 hrál v nižší Ontarijské juniorské lize Ontario Junior Hockey League za tým Ajax Axemen. Ve vstupním draftu NHL v roce 2003 byl vybrán v 9. kole na celkově 291. místě týmem Ottawa Senators. Po draftu strávil čtyři sezóny v americké univerzitní soutěži Western Collegiate Hockey Association, kde byl za sezónu 2005/06 nominován na Hobey Baker Memorial Award pro nejlepšího hráče amerických univerzitních soutěží, kterou ale obdržel Matt Carle. Před koncem sezóny 2006/07 podepsal smlouvu s Binghamtonem Senators a odchytal za ně posledních 8 utkání sezóny AHL. Před sezónou 2007-08 byl pozván do tréninkového kempu Ottawy Senators, která jej ale poslala zpět do Binghamtonu. Nedlouho poté jej vedení Ottawy povolalo do NHL, kvůli zranění Raye Emeryho. Elliott dělal záložního brankáře Martinu Gerberovi a poprvé nastoupil v zápase NHL 10. října 2007 při vítězství proti Atlantě Thrashers. Po návratu Emeryho byl odeslán zpět do Binghamtonu, kde se mu dařilo a byl zvolen do AHL All-Star Game 2009. V sezóně 2008-09 často cestoval mezi ligami AHL a NHL a v každé z lig odchytal přes 30 zápasů. Konec sezóny dohrával v Ottawě jako náhradník Alexe Aulda, poté co Martin Gerber odešel do Toronta Maple Leafs. V sezóně 2010-11 byl 18. února 2011 vyměněn do Colorada Avalanche za brankáře Craiga Andersona.

## Úspěchy

### Individuální úspěchy
- WCHA 2. All-Star Team – 2005/06, 2006/07
- NCAA West 1. All-American Team – 2005/06
- NCAA Championship All-Tournament Team – 2005/06

### Týmové úspěchy
- Vítěz NCAA Championship – 2005/06

## Prvenství
- Debut v NHL - 10. října 2007 (Atlanta Thrashers proti Ottawa Senators)
- První inkasovaný gól v NHL - 10. října 2007 (Atlanta Thrashers proti Ottawa Senators), ruským útočníkem Ilja Kovalčuk)
- První čisté konto v NHL - 29. března 2009 (Tampa Bay Lightning proti Ottawa Senators)

## Statistiky

### Základní části
| Sezona       | Tým                             | Liga         | Z   | V   | P   | R | Pvp | MIN    | OG    | ČK | POG  | %ChS |
| ------------ | ------------------------------- | ------------ | --- | --- | --- | - | --- | ------ | ----- | -- | ---- | ---- |
| 2002–03      | Ajax Axemen                     | OPJHL        | 39  | —   | —   | — | —   | 2097   | 135   | 0  | 3.86 | .903 |
| 2003–04      | University of Wisconsin–Madison | WCHA         | 6   | 3   | 3   | 0 | —   | 336    | 12    | 0  | 2.14 | .912 |
| 2004–05      | University of Wisconsin–Madison | WCHA         | 9   | 6   | 2   | 1 | —   | 467    | 9     | 3  | 1.16 | .945 |
| 2005–06      | University of Wisconsin–Madison | WCHA         | 33  | 25  | 5   | 3 | —   | 2008   | 52    | 8  | 1.55 | .938 |
| 2006–07      | University of Wisconsin–Madison | WCHA         | 36  | 15  | 17  | 2 | —   | 2053   | 72    | 5  | 2.10 | .923 |
| 2006–07      | Binghamton Senators             | AHL          | 8   | 3   | 4   | — | 0   | 425    | 30    | 0  | 4.24 | .886 |
| 2007–08      | Ottawa Senators                 | NHL          | 1   | 1   | 0   | — | 0   | 60     | 1     | 0  | 1.01 | .966 |
| 2007–08      | Binghamton Senators             | AHL          | 44  | 18  | 19  | — | 1   | 2394   | 112   | 2  | 2.81 | .915 |
| 2008–09      | Binghamton Senators             | AHL          | 30  | 18  | 8   | — | 1   | 1691   | 65    | 2  | 2.31 | .926 |
| 2008–09      | Ottawa Senators                 | NHL          | 31  | 16  | 8   | — | 3   | 1667   | 77    | 1  | 2.77 | .902 |
| 2009–10      | Ottawa Senators                 | NHL          | 55  | 29  | 18  | — | 4   | 3038   | 130   | 5  | 2.57 | .909 |
| 2010–11      | Ottawa Senators                 | NHL          | 43  | 13  | 19  | — | 8   | 2293   | 122   | 3  | 3.19 | .894 |
| 2010–11      | Colorado Avalanche              | NHL          | 12  | 2   | 8   | — | 1   | 690    | 44    | 0  | 3.83 | .891 |
| 2011–12      | St. Louis Blues                 | NHL          | 38  | 23  | 10  | — | 4   | 2235   | 58    | 9  | 1.56 | .940 |
| 2012–13      | St. Louis Blues                 | NHL          | 24  | 14  | 8   | — | 1   | 1292   | 49    | 3  | 2.28 | .907 |
| 2012–13      | Peoria Rivermen                 | AHL          | 2   | 1   | 1   | — | 0   | 119    | 3     | 1  | 1.51 | .946 |
| 2013–14      | St. Louis Blues                 | NHL          | 31  | 18  | 6   | — | 2   | 1624   | 53    | 4  | 1.96 | .922 |
| 2014–15      | St. Louis Blues                 | NHL          | 46  | 26  | 14  | — | 3   | 2546   | 96    | 5  | 2.26 | .917 |
| 2015–16      | St. Louis Blues                 | NHL          | 42  | 23  | 8   | — | 6   | 2263   | 78    | 4  | 2.07 | .930 |
| 2016–17      | Calgary Flames                  | NHL          | 49  | 26  | 18  | — | 3   | 2845   | 121   | 2  | 2.55 | .910 |
| 2017–18      | Philadelphia Flyers             | NHL          | 43  | 23  | 11  | — | 7   | 2522   | 112   | 1  | 2.66 | .909 |
| 2018–19      | Philadelphia Flyers             | NHL          | 26  | 11  | 11  | — | 1   | 1397   | 69    | 1  | 2.96 | .907 |
| 2018–19      | Lehigh Valley Phantoms          | AHL          | 2   | 1   | 1   | — | 0   | 121    | 7     | 0  | 3.47 | .877 |
| 2019–20      | Philadelphia Flyers             | NHL          | 31  | 16  | 7   | — | 4   | 1674   | 80    | 2  | 2.87 | .899 |
| 2020–21      | Philadelphia Flyers             | NHL          | 30  | 15  | 9   | — | 2   | 1608   | 82    | 2  | 3.06 | .889 |
| 2021–22      | Tampa Bay Lightning             | NHL          | 19  | 11  | 4   | — | 3   | 1064   | 43    | 1  | 2.43 | .912 |
| 2022–23      | Tampa Bay Lightning             | NHL          | 22  | 12  | 8   | — | 2   | 1325   | 75    | 2  | 3.40 | .891 |
| Celkem v NHL | Celkem v NHL                    | Celkem v NHL | 543 | 279 | 167 | — | 54  | 30,141 | 1,290 | 45 | 2.57 | .909 |

### Play-off
| Sezona       | Tým                 | Liga         | Z  | V  | P  | MIN   | OG  | ČK | POG  | %ChS |
| ------------ | ------------------- | ------------ | -- | -- | -- | ----- | --- | -- | ---- | ---- |
| 2002–03      | Ajax Axemen         | OPJHL        | 4  | —  | —  | —     | —   | —  | 3.62 | —    |
| 2009–10      | Ottawa Senators     | NHL          | 4  | 1  | 2  | 203   | 14  | 0  | 4.14 | .853 |
| 2011–12      | St. Louis Blues     | NHL          | 8  | 3  | 4  | 455   | 18  | 0  | 2.37 | .904 |
| 2012–13      | St. Louis Blues     | NHL          | 6  | 2  | 4  | 378   | 12  | 0  | 1.90 | .919 |
| 2014–15      | St. Louis Blues     | NHL          | 1  | 0  | 0  | 26    | 1   | 0  | 2.31 | .857 |
| 2015–16      | St. Louis Blues     | NHL          | 18 | 9  | 9  | 1058  | 43  | 1  | 2.44 | .921 |
| 2016–17      | Calgary Flames      | NHL          | 4  | 0  | 3  | 185   | 12  | 0  | 3.89 | .880 |
| 2017–18      | Philadelphia Flyers | NHL          | 4  | 1  | 3  | 178   | 14  | 0  | 4.75 | .856 |
| 2019–20      | Philadelphia Flyers | NHL          | 3  | 1  | 1  | 140   | 5   | 0  | 2.15 | .911 |
| Celkem v NHL | Celkem v NHL        | Celkem v NHL | 48 | 17 | 26 | 2,622 | 119 | 1  | 2.72 | .904 |